# مدل اسباب‌بازی
در مدل‌سازی فیزیک، یک مدل اسباب‌بازی (انگلیسی: Toy model) یک مدل ساده است که بیشتر جزئیات در آن حذف شده‌است تا بتوان از آن برای توضیح یک مکانیزم پیچیده به اختصار و راحتی استفاده کرد. این روش در مدل سازی ریاضی و اقتصاد کلان و فیزیک استفاده می‌شود. 